# Чепикова, Елена Владимировна
Елена Владимировна Чепикова (урожденная Мельникова; 17 июня 1971 года, Артёмовский, Свердловская область, СССР) — советская и российская биатлонистка, заслуженный мастер спорта, бронзовый призёр Олимпиады-1992 в эстафете 3×7,5 км. Мастер спорта международного класса. Тренеры-преподаватели — Шашилов Михаил Викторович.

## Юниорские достижения
Пятикратная чемпионка мира по биатлону среди юниоров (1989, 1990, 1991).

## Олимпийские игры 1992
Из всех трёх гонок бежала одну — эстафету 3×7,5 км на последнем этапе и выиграла бронзу вместе с Еленой Беловой и Анфисой Резцовой. 